# Immenrode (Sondershausen)
Immenrode ist ein Ortsteil der Kreisstadt Sondershausen im Kyffhäuserkreis (Thüringen).

## Lage
Der Ort liegt auf der Südabdachung der Hainleite unmittelbar südlich dessen höchster Erhebung, der Wettenburg. Durch den Ort verläuft der Rittelsgraben, ein linksseitiger Nebenarm der Helbe.

### Nachbarorte
|              | Wernrode Straußberg                         |               |
| Großberndten | Kompassrose, die auf Nachbargemeinden zeigt | Sondershausen |
|              | Himmelsberg                                 |               |

## Geschichte
Der Name könnte vom Namen des Rodungsherrn Immo abgeleitet sein oder das Wort Immen für Bienen könnte Pate gestanden haben. Die erste urkundliche Erwähnung stammt aus dem Jahr 1127.
Im Jahre 1727 erhielten zwei jüdische Familien die Erlaubnis, sich in Immenrode niederzulassen, und bald kamen weitere hinzu: 1750 waren es bereits 18 und 1853/54 schließlich 24 Familien. Von da an nahm ihre Zahl schnell ab, und schon vor dem Ersten Weltkrieg wurden die wenigen dort verbliebenen Juden der Gemeinde Frankenhausen angegliedert. Die Jüdische Gemeinde Immenrode besaß eine Synagoge, eine Schule und einen Friedhof. Die aufgegebenen Gebäude der Synagoge und der Schule wurden später abgebrochen; der Friedhof wurde 1938 von Dorfbewohnern verwüstet und erst 2009/2010 wieder hergerichtet, wobei die wenigen erhaltenen Grabsteine aus dem 19. Jahrhundert restauriert und wieder aufgestellt wurden.
Die Kirche St. Trinitatis wurde an Stelle eines 1872 bei einem Feuer zerstörten Vorgängerbaus aus dem Jahr 1778 errichtet.
Bis 1918 gehörte der Ort mit Straußberg als Exklave zur Unterherrschaft des Fürstentums Schwarzburg-Rudolstadt. 
Während des Zweiten Weltkrieges mussten Kriegsgefangene aus Serbien sowie Frauen und Männer aus Polen und der Ukraine in der Landwirtschaft Zwangsarbeit verrichten.
Nach Auflösung der Verwaltungsgemeinschaft Schernberg wurde das ursprünglich selbstständige Dorf am 1. Januar 1996 Ortsteil der Großgemeinde Schernberg, die ihrerseits am 1. Dezember 2007 in die Stadt Sondershausen eingemeindet wurde.